# Therese Biedermann

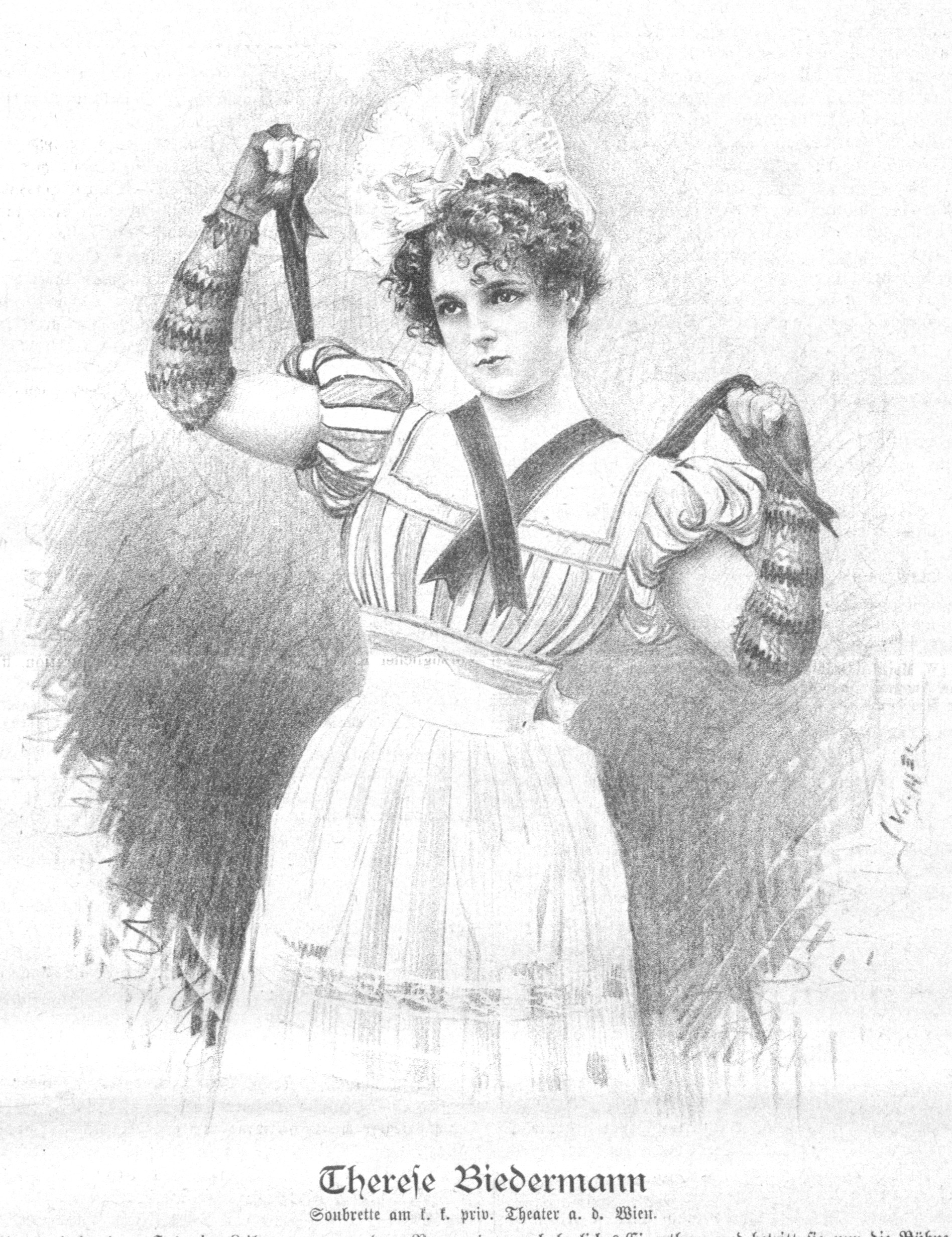
Therese Biedermann, 1899

Therese Biedermann, verheiratete Therese Edle von Singer (24. September 1863 in Wien, Kaisertum Österreich – 25. Mai 1942 in Wien, Österreich) war eine österreichische Sängerin (Mezzosopran, Sopran).

## Leben
Bereits als Kind spielte sie an der Burg 1877 und 1878 am Wiener Stadttheater. Ihr Debüt als Profi gab sie 1882 am Mödlinger Sommertheater. 1884 ging sie nach Brünn (Debütrolle: „Die Näherin“). Danach ging sie nach Graz und kam 1886 ans Theater an der Wien. Von 1890 bis 1891 war sie am Wallnertheater in Berlin und ging dann wieder zurück ans Theater an der Wien, dem sie bis 1901 angehörte.
Sie galt eine der profiliertesten und beliebtesten Soubretten der Goldenen Operettenära. Von 1901 bis 1904 war sie am Carltheater und trat zum letzten Mal in Danzers Orpheum auf.
Verheiratet war sie ab etwa 1890 mit Richard Edler von Singer (28. Jänner 1860 in Wien – 28. Jänner 1860 in Wien). 1926 wandte sie sich, völlig mittellos, mit einem Hilferuf an die Presse.